# Fosilă vie

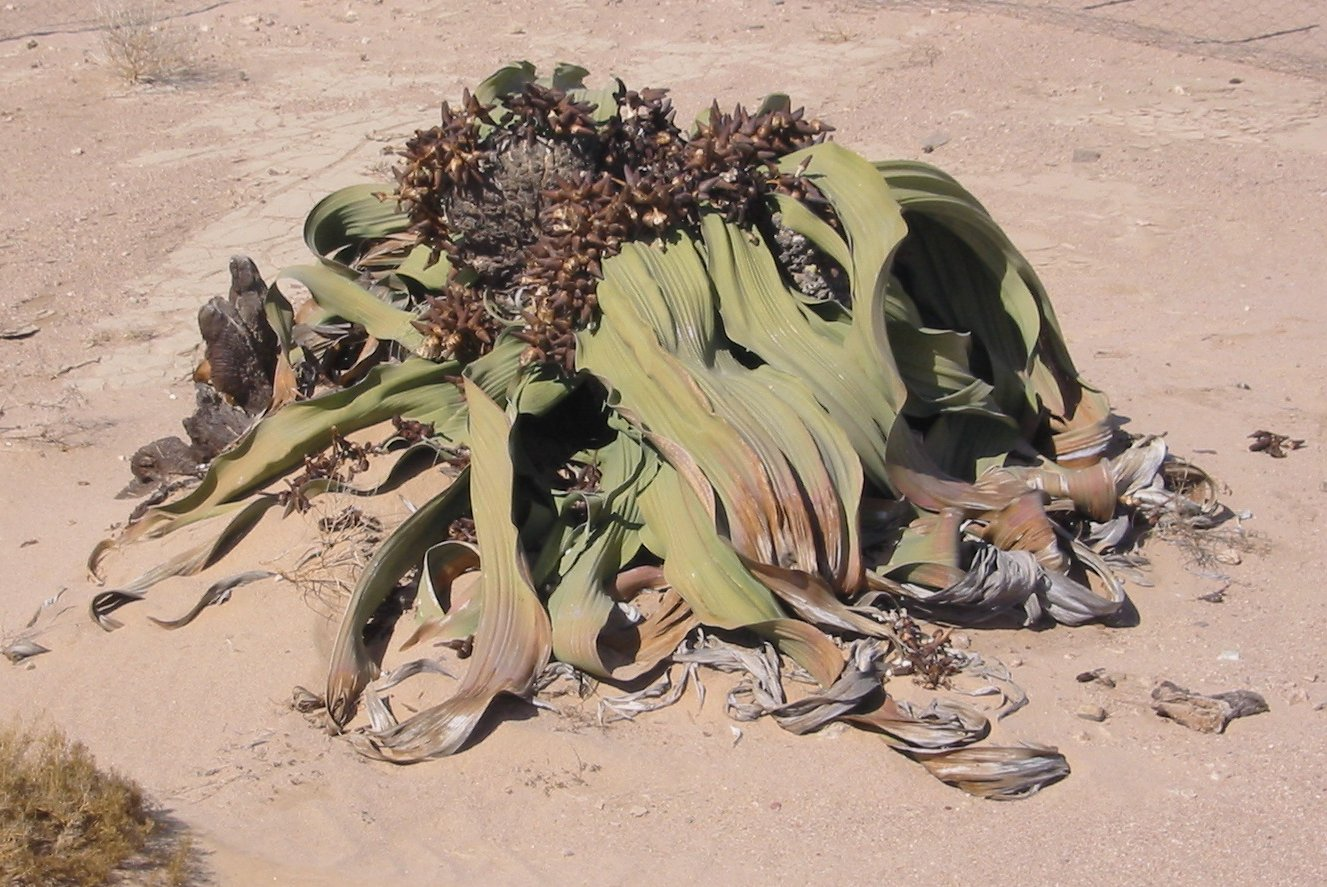
Welwitschia mirabilis, plantă considerată fosilă vie

Fosilă vie este un termen folosit pentru a cataloga speciile nedispărute care sunt asemănătoare îndeaproape sau aparent identice cu speciile identificate cu ajutorul fosilelor.

## Folosire a termenului
Termenul de fosilă vie se folosește în cazurile când:
- s-au descoperit plante și animale vii despre care existau informații în registrul fosil, acesta este cazul peștilor din familia Coelacanthimorpha sau a copacului Metasequoia din China, descoperit în 1943.
- specii actuale vii rămășițe ale unor grupuri mai ample și care au o existență de câteva milioane de ani și cunoscute mai ales datorită numeroaselor fosile descoperite. Din aceste specii amintim copacul ginkgo biloba sau reptilele din familia Sphenodontia care abundau acum 200 milioane de ani.